# Tuvpiratspindel
Tuvpiratspindel (Pirata tenuitarsis) är en spindelart som beskrevs av Simon 1876. Tuvpiratspindel ingår i släktet Pirata och familjen vargspindlar. Arten är reproducerande i Sverige. Inga underarter finns listade i Catalogue of Life.